# Rete tranviaria di Cleveland
La rete tranviaria di Cleveland è la rete tranviaria a servizio della città di Cleveland, nello Stato dell'Ohio. Aperta il 17 dicembre 1913, è gestita dal 1975 dalla Greater Cleveland Regional Transit Authority (GCRTA).
La rete è lunga 24,6 km con 34 stazioni. Si compone di due linee: la linea blu e la linea verde, chiamate rispettivamente anche linea Van Aken e linea Shaker dal nome dell'arteria principale che attraversano.

## La rete
| Linea       | Percorso                                             | Stazioni |
| ----------- | ---------------------------------------------------- | -------- |
| Linea blu   | South Harbor ↔ Shaker Square ↔ Warrensville-Van Aken | 24       |
| Linea verde | South Harbor ↔ Shaker Square ↔ Green Road            | 24       |